# Joe Flaherty
Joe Flaherty (21. červen 1941 Pittsburgh, Pensylvánie USA – 1. dubna 2024 Toronto, Ontario Kanada) byl americký herec a komik. Proslavil se svojí prací na kanadské komedii SCTV v letech 1976 až 1984 (za ní získal dvě ceny Primetime Emmy), rolí Harolda Weira ve filmu Machři a šprti (1999) a rolí výtržníka ve filmu Rivalové (1996).